# Чем мой муж занят ночью?
Чем мой муж занят ночью? (пол. Co mój mąż robi w nocy?) — польский чёрно-белый художественный фильм, музыкальная комедия 1934 года режиссёра Михала Вашиньского.

## Сюжет
Обанкротилось предприятие,  совладельцем которого был Роман Тарский. Нечестный компаньон обокрал его. Теперь судебный исполнитель проштемпелевал даже мебель в квартире. Тарский не сказал об этом жене. Чтобы расплатиться с долгами, он в тайне каждую ночь работает официантом в ночном клубе. А жена думает, что у него есть любовница.

## В ролях
- Михал Знич — Роман Тарский
- Мария Горчиньская — Стефа Тарская, жена Романа
- Казимеж Круковский — барон Лоло Каролеску
- Виктор Беганьский — доктор Диагнозинский
- Толя Манкевичувна — Казя Фафулувна, горничная Тарских
- Ромуальд Герасеньский — старший официант Фафула, отец Кази
- Войцех Рушковский — официант Валеры, жених Кази
- Павел Оверлло — директор клуба «Алхамбра»
- Фредерик Яроши —Пикник, король моды
- Эльжбета Барщевская — женщина в танцевальном зале
- Казимеж Павловский — мужчина в танцевальном зале
- Юлиан Кшевиньский — судебный исполнитель
- Конрад Том — детектив
- Эугениуш Кошутский — рабочий